# 德涅斯特河左岸自治领土单位
德涅斯特河左岸自治領土單位（羅馬尼亞語：Unitățile Administrativ-Teritoriale din stînga Nistrului (Transnistria)）是一个由摩尔多瓦共和国议会批准划定的法律上的关于德涅斯特河左岸地区的自治领土单位，但從未實際統治。

## 历史
- 从1980年代末到1991年年底，因为苏联解体使得这个地区获得独立。
- 1992年，德涅斯特河沿岸和摩尔多瓦共和国政府爆发了一场战争，史称德涅斯特河沿岸战争；这场战争最终以德涅斯特河沿岸摩尔达维亚共和国取得胜利并维持独立，继续沿用摩尔达维亚苏维埃社会主义共和国国旗，与德涅斯特河右岸的摩尔多瓦共和国维持独立的现状。
- 2005年7月22日，摩尔多瓦共和国议会通过了一项决议，决定将德涅斯特河沿岸单方面设立为一个特别行政区域，并且以“具有特殊法律地位的德涅斯特自治领土单位”来命名，但德涅斯特河沿岸摩尔达维亚共和国政府表示这是摩尔多瓦共和国单方面的立法举措，无法改变独立现状，因此不予理睬。[4]

## 领土
具有特殊法律地位的自治领土单位的境内德涅斯特河沿岸大多与德涅斯特河沿岸摩尔达维亚共和国管辖区域境内的重合，但也有主要区别：
- 宾杰里 ：事实上受德涅斯特河沿岸摩尔达维亚共和国管辖，但被排除在具有特殊法律地位的德涅斯特河沿岸自治领土单位。
- 有一些领土，这是由德涅斯特河沿岸摩尔达维亚共和国声称，而是由摩尔多瓦控制，被排除在自治领土单位具有特殊法律地位的德涅斯特河左岸。该领土纳入杜伯萨里区，隶属于河内区。

## 外部連結
- （俄文） Law № 173 from 22.07.2005 "About main notes about special legal status of settlements of left bank of Dnestr (Transnistria)" （页面存档备份，存于）
- （俄文） Law № 173 from 22.07.2005 "About main notes about special legal status of settlements of left bank of Dnestr (Transnistria)" （页面存档备份，存于）